# Acanthoscelides alonsi
Acanthoscelides alonsi là một loài bọ cánh cứng trong họ Bruchidae. Loài này được Romero & Yus miêu tả khoa học năm 2008.